# Дубна (приток Западной Двины)
Дубна (латыш. Dubna) — река в Латвии, правый приток Западной Двины (Даугавы), протекает через Краславский, Аугшдаугавский и Прейльский края. Длина реки — 105 км, площадь бассейна — 2785 км².
Вытекает из глубоководного озера Царману, течёт на запад и впадает в Даугаву в городе Ливаны. Река последовательно протекает через ряд озер: Царману (исток), Саково, Анисимово, Вишкю, Лукнас. В верхнем течении, до озера Лукнас, река протекает в холмистой местности. Здесь скорость течения реки высокая, дно каменистое, берега высокие и обрывистые. В нижнем течении река спокойная, берега пологие.